# Церква святого Миколая (Ковалівка)
Церква святого Миколая в Ковалівці — парафія і храм греко-католицької громади Монастириського деканату Бучацької єпархії Української греко-католицької церкви в селі Ковалівка Чортківського району Тернопільської области.

## Історія церкви
Окрасою села Ковалівка є діюча церква святого Миколая. Перша церква, дерев'яна, існувала з 1801 року, але згоріла у 1926 році. Новий храм, який стоїть донині, будували з 1932 по 1937 рік. У цей час богослужіння проводилися в костелі, що досі знаходиться в селі.
У 1955–1958 роках художники Арсеній та Андрій Качуровські виконали розпис церкви.
До 1946 року храми належали до Української Греко-Католицької Церкви. Після 1946 року, під тиском влади, парафія була приєднана до московського православ'я.
У 1990 році громада повернулася в лоно УГКЦ.
При парафії діють:
- Братство «Апостольство молитви».
- Вівтарна дружина.
- Спільнота «Матері в молитві».

## Парохи
- о. Йосиф Дідукевич,
- о. Микола Красіцький,
- о. Юрій Тодорів (1945—1979),
- о. Роман Гузан,
- о. Петро Федчишин (1979—1981),
- о. Петро Хомета (з 1981).